# 俄勒岡理工學院
俄勒岡理工學院（Oregon Institute of Technology，簡稱：Oregon Tech或OIT）是俄勒岡大學系統內的七所大學之一，位於美國俄勒岡州克拉馬斯福爾斯，此外在威爾遜維爾有一個分校區，在撒冷、拉格蘭德及西雅圖辦有教學點，亦有在線課程提供。該學院創立於1947年，在2019年《美國新聞與世界報道》的“西部地區大學”排名中列在第5位。

## 外部連結
- Oregon Institute of Technology official website（页面存档备份，存于）
- Oregon Institute of Technology official athletics website（页面存档备份，存于）

42°15′23″N 121°47′08″W / 42.25648°N 121.78551°W